# کارولین کلارک
کارولین کلارک (انگلیسی: Caroline Clark؛ زادهٔ ۲۸ ژوئن ۱۹۹۰) بازیکن واترپلو اهل ایالات متحده آمریکا است.
وی در مسابقات کشوری و بین‌المللی در مجموع برندهٔ ۱ مدال طلا شده‌است.